# Bixby Creek Bridge
Pour les articles homonymes, voir Bixby.
Le pont de Bixby Creek (en anglais : Bixby Creek Bridge) est un pont en arc en béton armé situé sur la côte de Big Sur, en Californie (États-Unis), à 190 km au sud de San Francisco et 21 km au sud de Carmel-by-the-Sea, dans le comté de Monterey. Inauguré le 27 novembre 1932, il permet à la California State Route 1 de franchir Bixby Creek.
Ce pont est représenté dans le jeu Grand Theft Auto V, à proximité du Ranton Canyon. L'État de San Andreas, dans lequel le jeu se déroule, est d'ailleurs très largement inspiré de l'État californien. 
Le pont apparaît dans la scène d'ouverture de la série américaine Big Little Lies, dont l'histoire se déroule à Monterey. 
Le pont a atteint une renommée mondiale car il peut être vu sur les images de fond d'écran du système d'exploitation Apple macOS Big Sur. Les coûts de construction à l'époque étaient de 199.861 dollars. De 1996 à 1999, la sécurité sismique du pont a été améliorée pour 20 millions de dollars. 